# Roger Roels
Roger Roels (Merksem, 22 november 1950) is een Belgisch voormalig bedrijfsleider en basketbalbestuurder.

## Levensloop
Roger Roels volgde humaniora in zijn geboorteplaats Merksem. In zijn jeugd speelde hij basketbal. Na zijn militaire dienstplicht te hebben vervuld ging hij in 1972 bij de Antwerpse vestiging van de Amerikaanse containerrederij Sea-Land aan de slag. Al snel kwam hij aan het hoofd te staan van het Antwerpse kantoor. Van 1983 tot 1999 werkte Roels voor de rederij in Rotterdam in Nederland, Dubai in de Verenigde Arabische Emiraten en in de Verenigde Staten, waar hij aan de Columbia-universiteit een MBA behaalde. In 1999 maakte hij de overstap naar de Britse havenoverslaggroep P&O Ports, waarvoor hij in Antwerpen werkte. Roels werd bij P&O Ports ook verantwoordelijk voor de expansie van de Britse groep in Europa en Afrika en behield die verantwoordelijkheid na de overname van P&O Port door Dubai Ports World (DPW), een havengroep uit de Verenigde Arabische Emiraten. In 2007 verliet hij de operationele werking van DPW. Eind 2007 werd hij voorzitter van Alfaport, de koepel van de Antwerpse havenwerkgevers, een functie die hij tot 2010 uitoefende. Roels was tevens voorzitter van Port of Antwerp International, ondervoorzitter van het Ziekenhuis Netwerk Antwerpen en bestuurder van het Havenbedrijf Antwerpen.
Van 2005 tot 2020 was hij voorzitter van basketbalclub Antwerp Giants, waar hij in 2002 bestuurder was geworden.